# Begonia alcarrasica
Begonia alcarrasica é uma espécie de Begonia.